# Kinska
Die Kinska (ukrainisch Кінська; russisch Конка/ Konka) ist ein 146 km langer linker Nebenfluss des Dnepr in der Oblast Saporischschja in der Ukraine.
Ihre Quelle liegt im Südosten der Oblast Saporischschja im Asowschen Hochland. Sie fließt von ihrer Quelle aus Richtung Nordwesten, bis sie einige Kilometer vor ihrer Mündung in den zum Kachowkaer Stausee angestauten Dnepr ihre Fließrichtung nach Südwesten ändert. Ihr Einzugsgebiet beträgt 2580 km². An ihrem Ufer liegt die Stadt Orichiw und die Stadt Polohy.